# Mariano Carrera
Mariano Natalio Carrera es un boxeador argentino, nacido en San Isidro (Buenos Aires) el 22 de julio de 1980.
El 2 de diciembre del 2006 vence por KO técnico en el 11° round al español Javier Castillejo, quedándose con el título de la categoría Mediano de la Asociación Mundial de Boxeo (AMB). En febrero del año siguiente se confirma que Carrera utilizó una sustancia prohibida llamada Clembuterol por esto la AMB le quita el título y declara la pelea con Castillejo como sin decisión.
En primera instancia Carrera es sancionado por la AMB con 6 meses de suspensión, aunque luego por una apelación de los abogados del boxeador, su sanción es disminuida a 4 meses argumentando que el argentino incurrió involuntariamente en un caso de dopaje. 
Posteriormente el 13 de noviembre de 2007, en un nuevo encuentro Castillejo venció a Carrera por nocaut en el sexto asalto, dejando al argentino muy lejos de recuperar el título mundial. 